# Rahul Raj
Rahul Bharat Rawat Raj, född 19 november 1990 i Jakobstad, är en finlandssvensk neurokirurg.

## Biografi
Raj disputerade för medicine doktorsexamen 2014 och blev docent i experimentell neurokirurgi vid Helsingfors universitet 2016. Han har fortsatt sin bana som forskare vid neurokirurgiska kliniken vid Helsingfors universitetssjukhus i Tölö.
Rajs modersmål är svenska. Hans föräldrar är av indiskt ursprung och kom till Finland i början av 1980-talet.